# Jean Rieux
Jean Rieux, francoski maršal, * 1342, † 1417.